# Elecciones generales de Guatemala de 1990
El domingo 11 de noviembre de 1990 hubo elecciones generales en Guatemala para elegir al nuevo presidente y vicepresidente de la república, así como a 116 diputados del Congreso , los 300 alcaldes municipales y 20 escaños al Parlamento Centroamericano.
Participaron 12 candidatos presidenciales en la primera vuelta de votación. Ninguno de ellos obtuvo más del 50% de los votos; consiguientemente los primeros 2 candidatos pasaron a la segunda vuelta electoral el domingo 6 de enero de 1991, la que fue ganada por Jorge Serrano Elías del partido Movimiento de Acción Solidaria (MAS).

## Candidatos presidenciales

### Partidos que sí participaron en la elección presidencial
Este es el orden de los candidatos presidenciales dentro de las papeletas electorales de aquel tiempo.
| Partido | Partido                                                     | Candidato presidencial             | Candidato vicepresidencial             |
| ------- | ----------------------------------------------------------- | ---------------------------------- | -------------------------------------- |
|         | Partido de Avanzada Nacional                                | Álvaro Arzú Irigoyen               | Fraterno Vila Betoret                  |
|         | Movimiento de Liberación Nacional Frente de Avance Nacional | Luis Ernesto Sosa Ávila            | Luis David Arturo Eskenazy Cruz        |
|         | Unión del Centro Nacional                                   | Jorge Carpio Nicolle               | Manuel Francisco Ayau Cordón           |
|         | Partido Socialista Democrático Alianza Popular 5            | René Armando de León Schlotter     | Aracely Mercedes Conde Aguilar de Paiz |
|         | Movimiento de Acción Solidaria                              | Jorge Serrano Elías                | Gustavo Adolfo Espina Salguero         |
|         | Movimiento Emergente de Concordia                           | Manuel Benedicto Lucas García      | Héctor Antonio Guerra Pedroza          |
|         | Frente Unido de la Revolución                               | Leonel Hérnádez Cardona            | Raúl Horacio Montenegro Castellanos    |
|         | Partido Revolucionario                                      | José Ángel Lee Duarte              | Carlos Francisco Gallardo Flores       |
|         | Partido Nacional Renovador                                  | Fernando Antonio Leal Estévez      | Kurt Martín Meyer Rodas                |
|         | Partido Demócrata                                           | Jorge Antonio Reyna Castillo       | Carlos Antonio Torres Herrera          |
|         | Partido Democrático de Cooperación Nacional                 | José Ramón Fernández Gónzalez Pepe | José Adolfo Putzeys Pacheco            |
|         | Democracia Cristiana Guatemalteca                           | Luis Alfonso Cabrera Hidalgo       | Marco Antonio Villamar Contreras       |

#### Partidos que solo participaron en la elección legislativa , municipal y al Parlacen
| Símbolo | Símbolo | Partido                           |
| ------- | ------- | --------------------------------- |
|         |         | Frente Republicano Guatemalteco   |
|         |         | Partido Institucional Democrático |
|         |         | Frente de Unidad Nacional         |
|         |         | Unión Nacionalista Organizada     |

## Encuestas
| Encuestadora       | Fecha                 | M.   | Andrade DCG            | Arzú PAN    | Blandón DCG | Cabrera DCG | Carpio UCN | De León PSD–AP-5 | Ríos M. PID-FUN-FRG | Serrano MAS | Solórzano PSD | Sosa MLN–FAN | O.  | N.   |      |   |     |     |      |
| ------------------ | --------------------- | ---- | ---------------------- | ----------- | ----------- | ----------- | ---------- | ---------------- | ------------------- | ----------- | ------------- | ------------ | --- | ---- | ---- | - | --- | --- | ---- |
| Encuestadora       | Fecha                 | M.   | Tecnología Empresarial | 7 nov. 1990 | —           | —           | 14.9       | —                | 6.1                 | 22.9        | 2.1           | —            | O.  | N.   | 20.3 | — | 1.6 | 1.5 | 30.7 |
| Aragón y Asociados | 28 oct. – 6 nov. 1990 | 3000 | —                      | 17.0        | —           | 9.0         | 21.0       | 2.0              | —                   | 15.0        | —             | 2.0          | 5.0 | 29.0 |      |   |     |     |      |
| Mora y Araujo      | 26 oct. – 3 nov. 1990 | 2420 | —                      | 18.0        | —           | 11.0        | 23.0       | 3.0              | —                   | 17.0        | —             | 3.0          | 4.0 | 21.0 |      |   |     |     |      |
| Multivex, S. A.    | 17–20 mar. 1989       | 200  | 3.0                    | 23.0        | 1.0         | 3.5         | 15.0       | 1.0              | 10.5                | 2.5         | 3.5           | —            | 3.0 | 32.5 |      |   |     |     |      |

## Elecciones presidenciales
Participaron 12 binomios presidenciales, ninguno de ellos obtuvo menos del 50% de votos y se llevó a cabo una segunda vuelta el 6 de enero de 1991, la cual fue ganada por Jorge Serrano Elías.
|  | 24.14 % |

|  | 68.08 % |

|  | 25.72 % |

|  | 31.92 % |

|  | 17.49 % |

|  | 17.29 % |

|  | 4.83 % |

|  | 3.59 % |

|  | 2.15 % |

|  | 2.08 % |

|  | 1.09 % |

|  | 0.71 % |

|  | 0.51 % |

|  | 0.41 % |

|  | 85.93 % |

|  | 94.89 % |

|  | 14.07 % |

|  | 5.11 % |

|  | 100.00 % |

|  | 100.00 % |

|  | 56.44 % |

|  | 45.23 % |

## Resultados legislativos

### Candidaturas Por Listado Nacional
| Partido | Partido                                     | Primera Casilla en Lista Nacional       |
| ------- | ------------------------------------------- | --------------------------------------- |
|         | Unión del Centro Nacional                   | Jorge Arenas Menes                      |
|         | Movimiento de Acción Solidaria              | Miguel Ángel Montepeque Contreras       |
|         | Democracia Cristiana Guatemalteca           | Ana Catalina Soberanis Reyes            |
|         | Partido de Avanzada Nacional                | Luis Alberto Flores Asturias            |
|         | MLN - FAN                                   | Federico Abundio Maldonado Gularte      |
|         | PSD - AP5                                   | Mario Rolando Solórzano Martínez        |
|         | Partido Revolucionario                      | Mario Rafael Arriaga Martínez           |
|         | Partido Democrático de Cooperación Nacional | Rolando Baquiax Gómez                   |
|         | Movimiento Emergente de Concordia           | Francisco Luis Gordillo Martínez        |
|         | Partido Nacional Renovador                  | Fermín Gómez                            |
|         | Frente Unido de la Revolución               | Ana Marina Coronado Montufar de Noriega |
|         | Partido Demócrata                           | José Francisco Monroy Galindo           |

#### Resultados
También se celebraron las elecciones parlamentarias para la segunda legislatura (1991 - 1996) tras la apertura política de 1985, en la que se disputaron 116 escaños en el Congreso de Guatemala, fueron ganados por la Unión del Centro Nacional (UCN) con 41 diputados electos, resultado insuficiente para una mayoría absoluta en el congreso.
|  | 22.28 % |

|  | 25.72 % |

|  | 14.02 % |

|  | 24.14 % |

|  | 17.21 % |

|  | 17.49 % |

|  | 14.56 % |

|  | 17.29 % |

|  | 0.27 % |

|  | 4.83 % |

|  | 4.03 % |

|  | 3.59 % |

|  | 3.15 % |

|  | 2.15 % |

|  | 1.54 % |

|  | 2.08 % |

|  | 1.08 % |

|  | 0.71 % |

|  | 1.05 % |

|  | 0.51 % |

|  | 0.83 % |

|  | 0.41 % |

|  | 0.67 % |

|  | 1.09 % |

|  | 12.55 % |

|  | 5.22 % |

|  | 0.23 % |

|  | 0.21 % |

|  | 0.16 % |

|  | 0.14 % |

|  | 0.12 % |

|  | 0.10 % |

|  | 0.03 % |

|  | 0.02 % |

|  | 85.93 % |

|  | 89.08 % |

|  | 10.92 % |

|  | 14.07 % |

|  | 100.00 % |

|  | 100.00 % |

|  | 56.21 % |

|  | 56.44 % |

## Resultados municipales
También se llevaron a cabo las elecciones municipales para elegir 300 alcaldes y corporaciones municipales, la UCN logró 127 alcaldías siendo la mayor fuerza política en ganar esas elecciones.
|  | 42.30 % |

|  | 29.00 % |

|  | 5.70 % |

|  | 5.30 % |

|  | 5.00 % |

|  | 3.70 % |

|  | 3.00 % |

|  | 1.70 % |

|  | 1.30 % |

|  | 0.00 % |

## Parlamento Centroamericano
También se celebraron las primeras elecciones al Parlamento Centroamericano para elegir 20 diputados. La Unión del Centro Nacional logró una cantidad de 6 diputados.
| Partido                  | Partido                           | Diputados Electos |
| ------------------------ | --------------------------------- | ----------------- |
|                          | Unión del Centro Nacional         | 6/20              |
|                          | Movimiento de Acción Solidaria    | 5/20              |
|                          | Democracia Cristiana Guatemalteca | 4/20              |
|                          | Partido de Avanzada Nacional      | 4/20              |
|                          | MLN-FAN                           | 1/20              |
| Total de escaños electos | Total de escaños electos          | 20/20             |